# Слупецкий повет
Слупецкий повет (пол. Powiat słupecki) — повет (район) в Польше, входит как административная единица в Великопольское воеводство. Центр повета — город Слупца. Занимает площадь 837,91 км². Население — 59 591 человек (на 31 декабря 2015 года).

## Административное деление
- города: Слупца, Загурув
- городские гмины: Слупца
- городско-сельские гмины: Гмина Загурув
- сельские гмины: Гмина Лёндек, Гмина Орхово, Гмина Островите, Гмина Повидз, Гмина Слупца, Гмина Стшалково

## Демография
Население повета дано на 31 декабря 2015 года.
| Перепись            | Всего | Мужчины | Женщины |
| ------------------- | ----- | ------- | ------- |
| Всего               | 59591 | 29944   | 30963   |
| Городское население | 16998 | 8183    | 8815    |
| Сельское население  | 42593 | 21461   | 22148   |